# .adult
.adult est un domaine de premier niveau qui a été proposé par la compagnie ICM Registry dans le but d'y permettre l'enregistrement de sites réservés au divertissement adulte,. ICM Registry est le registre de noms de domaine du domaine .xxx.